# Pseudocalamobius okinawanus
Pseudocalamobius okinawanus är en skalbaggsart som beskrevs av Gordon Allan Samuelson 1965. Pseudocalamobius okinawanus ingår i släktet Pseudocalamobius och familjen långhorningar. Inga underarter finns listade i Catalogue of Life.